# Время в Самоа

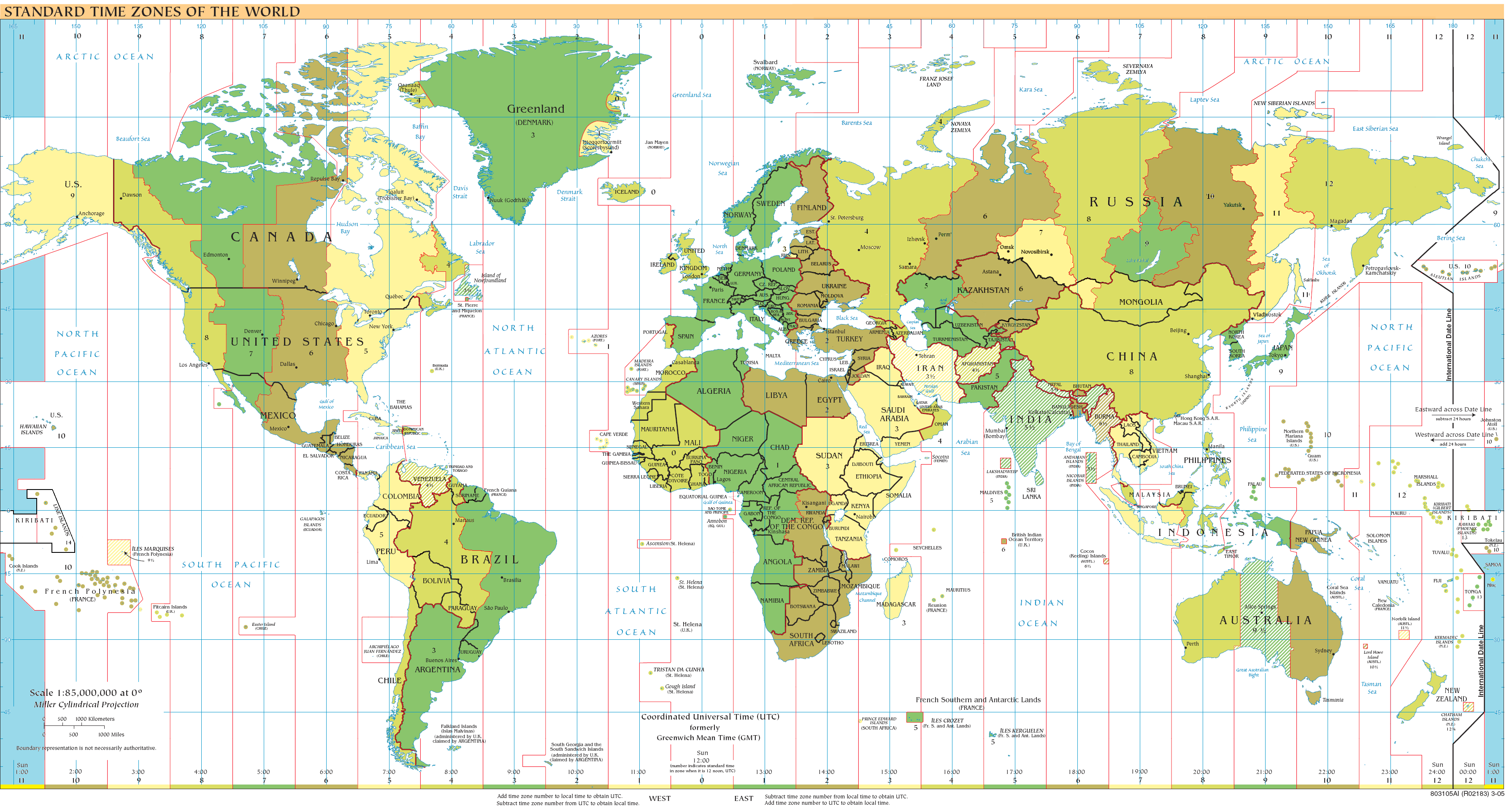
UTC-11 на карте часовых поясов мира:
голубым — зона UTC-11 в океанах;
ярко-жёлтым — Американское Самоа, Ниуэ, Мидуэй — зона UTC-11 круглогодично;
оранжевым — Самоа — зона UTC-11 зимой (апрель-октябрь) в Южном полушарии

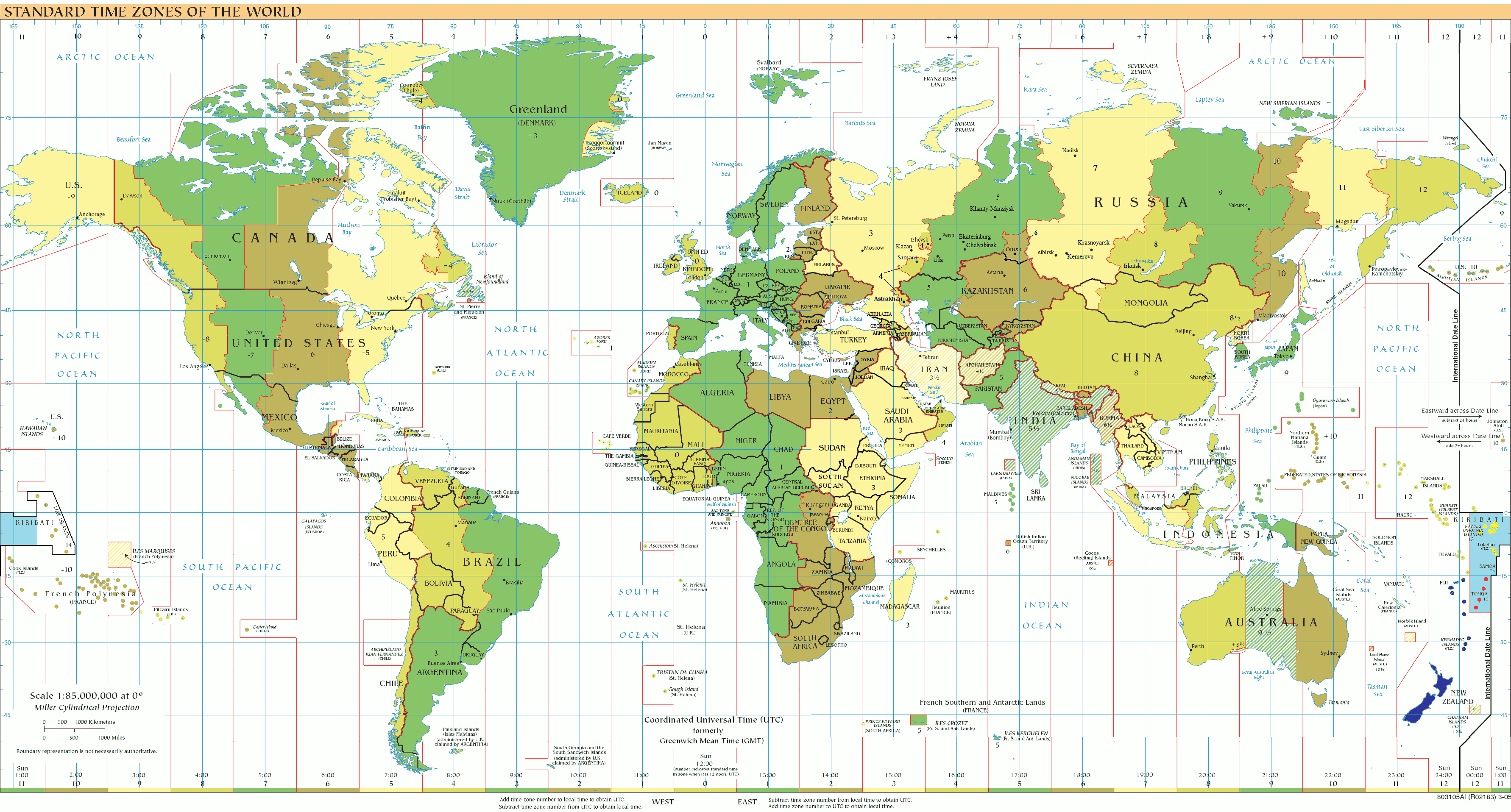
UTC+13 на карте часовых поясов мира:
синим — зона UTC+13 летом (апрель-октябрь) в Южном полушарии — в Новой Зеландии;
голубым — зона UTC+13 в океанах;
ярко-жёлтым — зона UTC+13 круглогодично.

Территория Самоа находится в часовом поясе под названием UTC+13 с переводом ежегодно часовой стрелки в последнее воскресенье марта в 2:00 на 1 час вперёд и в последнее воскресенье октября в 3:00 на 1 час назад (UTC+14). Эта реформа сделана для удобства связей с основными партнерами Самоа на западе: Австралией, Новой Зеландией и другими.

## История
Ранее (до 31 декабря 2011 года) страна располагалась в зоне UTC-11 c переводом ежегодно стрелки в вышеобозначенные дни в часовой пояс UTC-10.